# Pedalino
Pedalino, 3 026 abitanti a 234 m s.l.m., è una frazione del Comune di Comiso, nel  Libero consorzio comunale di Ragusa.
La frazione dista circa 10 chilometri dal comune di Comiso cui essa dal 1938 appartiene (storicamente è stata territorio e frazione di Chiaramonte Gulfi) ed è a circa 3 km dall'aeroporto di Comiso "Pio La Torre".

## Le remote origini
Per quanto riguarda le rilevazioni in epoca preistorica, non esistono a tutto oggi dati che documentano presenze abitative consolidate. D'altronde le caratteristiche pianeggianti e boschive della zona non offrivano certamente i presupposti per la formazione di nuclei abitativi stabili alle popolazioni indigene che preferivano arroccarsi sulle colline circostanti. È stato invece ragionevolmente ipotizzato che la zona, già nel VI secolo a.C. e durante la colonizzazione greca, sia stata interessata dal fenomeno della penetrazione Siracusana lungo il limes orientale del fiume Dirillo sfruttando, quale naturale via di sbocco sulla costa meridionale del Mediterraneo, proprio l'ampia e fertile piana fra i fiumi Dirillo ed Ippari nei rapporti con Kamarina.
Proprio per evitare le popolazioni indigene arroccate sugli Iblei, e dopo l'occupazione dei punti strategici di Akrai (664 a.C.) e Kasmenai  (Allocata presso Monte Campo, a circa 6 Km da Monte Lauro, 643 a.C.), la penetrazione siracusana si snoda su questo percorso viario interno, evidenziato dai numerosi reperti greco arcaici rinvenuti nei pressi del centro carovaniero di Scornavacche. Dopo la fondazione quasi contemporanea di Kamarina ed Akrillai, quest'antico percorso era interessato dalla confluenza d'alcune vie interne, specialmente la Camarina-Echetla (l'attuale Grammichele) che sfruttava proprio il guado di Scornavacche per accedere ai "campi geloi" (piana di Gela), Vie di penetrazione siracusana lungo il limite orientale del Dirillo e i relativi guadi di accesso ai campi Geloi.
Si può quindi affermare che in tali periodi la nostra era una zona di intenso transito carovaniero parallelo alle tre zone di guado sul fiume Dirillo e cioè Scornavacche-Bidine-Pizzo (altri siti archeologici limitrofi sono: Mazzarronello e Piano Arceri). Da questi dati si può spiegare sia la forma allungata del paese che si è sempre snodato su una sola via, sia le tradizionali affinità socio-culturali fra gli abitanti di Pedalino e quelli di Acate e Mazzarrone. Nel periodo medioevale la zona era una fitta boscaglia costituita principalmente da querce, rovi e "zammarre".
I primi dati ufficiali sul territorio risalgono al secolo XV, quando la zona veniva indicata con il nome di "Piddalinu" che sembra significasse "zona di pedaggio". Tale dato è avvalorato dal fatto che la zona, oltre ad essere ai confini fra i territori di Modica, Chiaramonte e Biscari, proprio a causa di questa allocazione, era il posto più idoneo per la riscossione delle gabelle sui prodotti agricoli del tempo e cioè ghiande e frumento.

## Vicende Storiche
Nel secolo XVI, durante la signoria del conte Luigi Enriquez Cabrera, onde ricavare un utile maggiore con i censi in frumento, anziché con l'annua gabellazione delle ghiande, si cominciarono a dare in enfiteusi le terre del feudo di Chiaramonte. L'estensione maggiore (473 salme), che comprendeva le contrade di Cicogne, Bastonaca, Trofazza, Cazzola, Pedalino, Piraino, Quaglio e Lannuna, fu consegnata ai notabili chiaramontani Liberanti e Santi Mulè ed al figlio di quest'ultimo Mariano Mulè; gli atti di rogito vanno dal numero 1570 al 1600 ad opera dei notai Trindullo, Lupo ed Arfè. La prima fattoria fu costruita in contrada Cicogne da Liberante Mulè nel 1606. Nel 1610 venne inoltre edificata nel posto una chiesetta, che, distrutta dal terremoto del 1693, venne riedificata nel 1694 ed è tuttora esistente.
La data di costruzione, scolpita nell'architrave dell'ingresso posteriore della suddetta chiesetta è tuttora visibile. Nel 1660 donna Giovanna Maria Catania Mulè (figlia di Liberante) sposa don Francesco Melfi Celestre e riceve dagli zii Pietro, Innocenzo e Santi Mulè (figli di Mariano Mulè) le contrade di Piraino, Lannuna, Trofazza, Cazzola, Quaglio e Pedalino. Questi latifondi rimasero allo stato di boscaglia per lungo tempo ed utilizzati principalmente da pastori che ne usufruivano come pascolo per greggi, sfidando quotidianamente le insidie dei lupi e gli assalti dei briganti. Tale territorio di confine risentiva dei fermenti che caratterizzavano il formarsi della città di Vittoria, mentre l'accorrere di famiglie dai territori limitrofi per cercare uno spazio vitale nelle campagne, contribuì notevolmente al popolamento della zona.
Successivamente la fuga dalle città dopo il terremoto del 1693, ampliò ulteriormente tale fenomeno. Intanto, nel 1713, Giacomo Mulè ricostruiva parte del caseggiato di contrada Cicogne ed ampliava i locali destinati a palmenti per la produzione del vino e dell'olio. Il caseggiato in questione cominciò ad essere visto come limite estremo del territorio di Bosco Piano per segnare i limiti territoriali nell'annosa disputa fra l'emergente comune di Vittoria e quello di Chiaramonte. Proprio Giacomo Mulè fu uno dei rappresentanti del comune di Chiaramonte che siglò l'accordo del 1764 con il comune di Vittoria a causa del quale fu privato di gran parte del suo territorio.
Con tale atto furono stabiliti i seguenti confini: "A Vittoria si appartennero le contrade Isola degli Stefani, Sabuci, Bastonaca, Cicogne in massima parte, Vignazze di Aruta, Olivieri e Foraggi con tutti gli altri sino al mare. La trazzera divisoria per chiaramonte e quella cioè Piraino, Pedalino, piccola parte di Cicogne, Mostrazzi, Monacazza, quali feudi rimangono nel territorio di Chiaramonte inclusi tutti gli altri verso il Comune". Come se ciò non bastasse per il comune di Chiaramonte seguirono alcuni anni di gravi carestie, specie nel 1767 e nel 1774, a tal proposito il cronista Gafà descrive in questa annata una tempesta della durata di tre giorni e che costò al barone Melfi la perdita di "quaranta vacche con i suoi lattonzi".
Nel 1778, riunitisi i Giurati di Chiaramonte ed evidenziando che mancava il vino per il consumo locale, venne chiesta al Re Ferdinando III di Borbone l'autorizzazione al disboscamento della zona e l'esenzione del dazio per il "diritto di estrazione del mosto e del vino". Il Re concesse l'autorizzazione e l'esenzione con dispaccio del 22 maggio 1778. Nel frattempo la casata dei Mulè si estingueva in quella dei Baroni Melfi. Il Barone Francesco Melfi nel 1859 concesse con vari atti, rogati dal notaio Veninata, circa 250 salme di terra a Pedalino, Piraino, Quaglio e Cazzola in perpetua enfiteusi a diverse persone che coltivavano i campi abitando in misere capanne di canne o al massimo in casupole di pietra e malta. Il territorio era allora caratterizzato da due grossi agglomerati nobiliari: case Cicogne e Barone S. Antonino.
Intorno a quest'ultimo gravitavano principalmente contadini chiaramontani e da ciò probabilmente deriva l'ubicazione del quartiere dei chiaramontani mentre, in provvisorie dimore sparse nei campi e lungo la via principale, disboscavano le terre e piantavano vigne contadini provenienti da Ragusa, Comiso e Vittoria. Un importante personaggio nobiliare, oltre che esportatore di vini e studioso di viticoltura, fu il Barone Gianbattista Melfi di S. Antonino che, già nel 1860 esportava vini nei mercati europei e selezionava vitigni per migliorarne il prodotto. Nel 1862 ad opera di certi Biagio Palmeri e Francesco Scalambrieri furono costruite le prime case ed i primi palmenti. La coltura delle vigne fu la vera iniziale fonte di sviluppo della zona che si incrementò notevolmente allorché, nel 1882, la fillossera distrusse i vigneti della Francia e fece aumentare la richiesta di esportazione di vino locale.
Intanto, lungo la via principale che congiungeva le due importanti casate, cominciavano a proliferare le prime vere casette a schiera di residenti. Tali abitazioni erano caratterizzate dal fatto che si affacciavano tutte sulla via principale con un ampio locale anteriore porticato, per contenere il carretto e l'asino o il mulo (carrittaria), una piccola attigua camera da letto, e, sul retro, un orticello con il pozzo e l'albero del limone e dell'arancio. Nel 1885 fu eretta la chiesetta dedicata a M. SS. Del Rosario, soggetta alla parrocchia di Chiaramonte Gulfi. Nel 1909, davanti ad essa fu destinato un tratto di suolo per la piazza che venne denominata "Piazza Gramsci".Il paese contava allora circa 600 abitanti, esisteva la scuola elementare con 70 bambini, la principale risorsa restava l'agricoltura con la produzione di vino ed olio.

## Dati storici ISTAT sulla popolazione
- Il censimento del 1951 diede i seguenti dati: Pedalino 1 182 abitanti di cui 1064 nell'agglomerato urbano, 59 a Bosco Cicogne e 30 in ctr. S. Antonino; Quaglio annoverava 167 abitanti.
- Con il censimento del 1961 vengono evidenziati nella frazione di Pedalino 1 509 abitanti di cui 1389 residenti in paese, 55 a Bosco Cicogne, 21 in contrada S. Antonino, e 44 nelle case rurali limitrofe; Quaglio vantava 112 abitanti.
- Nel censimento del 1971 Pedalino contava 1 702 abitanti di cui 1661 residenti nell'agglomerato urbano e 41 nelle case rurali limitrofe.
- Nel censimento del 1981 Pedalino contava 1 885 abitanti, Quaglio ne contava 33.
- Il censimento del 1991 attribuiva i seguenti dati demografici: abitanti 1995 di cui 1011 femmine e 984 maschi; famiglie residenti 697; abitazioni esistenti 849. Quaglio contava, 28 abitanti di cui 16 femmine e 12 maschi, 10 famiglie e 46 abitazioni.
- Nel censimento del 2001 risultavano 2 872 abitanti. Le altre borgate limitrofe non vennero più aggiunte a Pedalino, ma a Comiso.

Abitanti censiti

## Feste e sagre
- Festa di Maria SS. del Rosario (Seconda domenica settembre);
- Sagra della Vendemmia e del dolce (Ultima domenica di settembre) presentata all'Esposizione UniVersale Milano 2015, EXPO 2015;
- Festa di S. Giuseppe;
- Infiorata (Giorno del Corpus Domini).